# انور عطار
اَنوَر عَطّار (۱۹۰۸–۱۹۷۲م) ادیب، آموزگار، نویسنده و شاعر سوری در سدهٔ بیستم میلادی بود.

## زندگی و آثار
انور بن سعید بن انیسِ عطّار، زادگاه و درگذشتش در دمشق بود. علوم ابتدایی را در بعلبک خواند. دورهٔ ابتدایی را در مدرسهٔ البحضة در دمشق ادامه داد، از مدرسهٔ عالی ادبیات زیرنظر دانشگاه سوریه فارغ‌التحصیل شد. ادبیات عربی را در دبیرستان‌های سوریه، عراق و عربستان درس داد. مدتی کوتاه ریاست دیوان انشا در وزارت معارف سوریه را بر عهده داشت. ظلال الأیام، کتاب الزاد فی الأدب و النصوص از آثار برجستهٔ اوست.